# Sonic Riders: Zero Gravity
Sonic Riders: Zero Gravity, lanzado en Japón como Sonic Riders: Shooting Star Story (ソニックライダーズ シューティングスターストーリー Sonikku Raidāzu Shūtingu Sutā Sutōrī?), es un videojuego de carreras en aerotablas. Fue desarrollado por el Sonic Team y publicado por Sega para las videoconsolas Wii y PlayStation 2. Es el quinto videojuego de carreras en la serie de Sonic the Hedgehog y la secuela de Sonic Riders. Una adaptación del videojuego para la Xbox360 fue cancelada durante el desarrollo. Una secuela, llamada Sonic: Free Riders, fue lanzada para Xbox 360 en 2010 para el accesorio Kinect.

## Argumento
Sonic the Hedgehog, junto con su equipo (Amy Rose, Miles "Tails" Prower y Knuckles the Echidna), investigan el caso de los misteriosos robots de la compañía MeteorTech (fundada por el Dr. Eggman) que aparentemente se volvieron locos y, durante su búsqueda, encuentran 2 'Arcas de cosmos', por otra parte, los Babylon Rogues (conformados por Jet the Hawk, Storm the Albatross y Wave the Swallow) buscan las 5 'Arcas del cosmos' (que, en realidad, 1 fue encontrada por Amy, Sonic llevaba otra, otra era usada por un robot como su fuente de poder, otra la tenía Eggman y Jet y el resto de los Babylon Rouges la obtuvieron al oeste dentro de un templo en ruinas de Gigan Rock) para poder controlar la gravedad, pero cuando todos las encuentran, un robot conocido como Master Core ABIS, se las lleva a 'Babylon Garden' y tienen que destruir al robot y quitarle las 'Arcas de cosmos'.

## Modo de juego
Al igual que el juego anterior, que se situaba en el año 2299, éste se sitúa en el año 2301(2 años después del original). Para comienzos de 2008 contiene nuevas técnicas y personajes que se pueden usar durante el juego. Al ganar puntos de gravedad se pueden hacer trucos y retos de técnica, los jugadores entrarán a una zona de gravedad cero y servirá para hacer 3 trucos: Control de Gravedad: tiene la habilidad de hacer curvas imposibles y usar la pared como un piso. Salto Gravitatorio o Turbo: tiene la habilidad de volar a máxima velocidad sin usar la tabla, y se hará un desorden que mantendrá a los obstáculos en tu camino para que cuando choques contra ellos mientras vuelas obtendrás más velocidad. Y Urdimbre de Gravedad: tiene la habilidad de crear un agujero negro que absorbe con velocidad al adversario más cercano y lo mantiene atrapado por un tiempo limitado.
Junto con el regreso de los personajes de la anterior instalación los nuevos corredores jugables, Tablas Voladoras (Extreme Gears), Motos, Ruedas (Wheels), Máquinas Aéreas (Air Rides) y el futurístico trabajo de la gravedad están disponibles. Los vehículos pueden ser actualizados. Sega ha confirmado que hay 40 maneras de actualizar los vehículos. Incluso pueden ser actualizados durante la carrera.
Hasta ahora, dieciséis pistas se han confirmado para ser reproducidas, ocho mundos con dos pistas cada uno.

### Mejora del Sistema
En Sonic Riders el sistema de Actualizado siguió las reglas, ganar Anillos, obtener Ataques con mayor poder. En Sonic Riders: Zero Gravity usarás un nuevo método llamado "Cambio de Tabla" (Gear Change). Una vez que obtienes una cierta cantidad de Anillos, tu Tabla ganará una Actualización. Cada Tabla tiene tres actualizaciones, exceptuando ciertos casos como la Tabla "Angel/Devil" (Ángel/Demonio), la cual solo tiene una actualización, y los patines "Shinobi", los cuales tienen dos actualizaciones, etc. Y pueden ser actualizadas cuando obtienes una cantidad necesaria de Anillos, dependiendo de la Tabla, si son tres actualizaciones son: 30 o 40 anillos (Primera Actualización),50 u 60 anillos (Segunda Actualización)y 70 u 80 Anillos (Última Actualización). Si son dos actualizaciones serán 50 Anillos (Primera Actualización)y 70 anillos (Última Actualización), y si es de una sola Actualización puede ser de 50 Anillos o de 70 Anillos, se puede actualizar la Tabla presionando el botón A (en caso del Wiimote), el botón Y (en caso del control de Gamecube) o Triángulo (en caso de un Joystick de PlayStation 2). Algunas actualizaciones incluyen el cambio de aparencia en una "Tabla" (Gear), un mayor nivel de velocidad, un incremento en la capacidad del tanque de puntos de gravedad (PG)[Gravity Points/GP] y cosas específicas dependiendo del tipo de personaje. Mientras los personajes con habilidad de Velocidad (Speed) como Sonic, pueden usar el Deslizamiento, los personajes tipo Vuelo (Flight), pueden pasar a través de unos Anillos de Vuelo los cuales están en medio del aire y permiten que un personaje como Tails puedan volar con una Máquina Aérea (Air Ride) y tomar ventaja en la carrera, pues cuando pasas por los Anillos de Vuelo tu velocidad aumenta.
Y al final están los personajes del tipo Poder (Power), los que están montados sobre una moto y destruyen todos los objetos que se interpongan en su camino.
Si terminas todas las misiones que son desafíos creados por Eggman ganarás la Esmeralda Caos (Chaos Emerald) con ella podrás transformar a Sonic en Super Sonic, y se montará en una Tabla que irá gastando Rings a medida que avances o actives el control gravitatorio.

### Modo Versus
En Sonic Riders: Zero Gravity hay 2 nuevos modos adheridos al juego: "Batalla de Supervivencia" y "Bola de Supervivencia" (es difícil ganar este modo). En "Batalla de Supervivencia",se deberá usar la gravedad para lanzar algunos cohetes a cada adversario para golpearlos y vencerlos para ganar puntos, puedes configurar el tiempo. En el modo "Bola de Supervivencia" es simplemente poner un balón de fútbol sobre la "Tabla Voladora" con el Control de Gravedad y harás puntos si lanzas el balón a las zonas de puntos, las cuales tienen números los cuales se aumentarán a tu puntaje si anotas en él, en fin se trata de lanzar la bola para hacer un gol, el tiempo puede ser actualizado como en la Batalla de Supervivencia.

## Personajes
En total hay 18 personajes en el juego (contando a Super Sonic que se desbloquea consiguiendo todos los emblemas extremos en las misiones del Dr.Eggman). Cada tipo de personaje puede tener ventajas o desventajas que influyen en el mismo juego. Sus tipos están basados sobre las habilidades de cada uno. (Todos los personajes tienen las habilidades que tienen en la misma secuencia de los juegos).
Además, junto a su nombre están las Tablas personales que usan.

### Velocidad
- Sonic the Hedgehog - Blue Star
- Jet the Hawk - Type J
- Shadow the Hedgehog - Black Shot
- Blaze the Cat - Flame Lance
- Amy Rose - Pink Rose
- Amigo - Rhythm Machine
- Super Sonic - No utiliza tabla (se consigue con los emblemas y recolectando 50 anillos)

### Vuelo
- Miles "Tails" Prower - Yellow Tail
- Wave the Swallow - Type W
- Nights - Night Sky
- Cream the Rabbit - Smile
- Rouge the Bat - Temptation
- Silver the Hedgehog - Physhic Wave
- SCR-HD

### Potencia
- Knuckles the Echidna - Red Rock
- Storm the Albatross - Type S
- Dr. Eggman - E Rider
- Billy Hatcher - Power Egg
- SCR-GP
- Super Sonic - Chaos Emerald (recolectando 60 rings, Sonic se convertirá en una especie de bola para destruir los objetos)

## Pistas
Hay 16 etapas en este juego, 8 mundos con dos pistas en cada una como se había dicho antes. Las primeras 8 son las principales con las que juegas con Sonic, Tails y Knuckles, las otras 8 las juegas en la historia de los Babylon Rouges (Jet, Wave y Storm). Cada pista tiene otra que es contraria a ella.
- Megalo Station/Nightside Rush

- Botanical Kingdom/Snowy Kingdom

- MeteorTech Premises/MeteorTech Sparkworks

- Aquatic Capital/Tempest Waterway

- Gigan Rocks/Gigan Device

- Crimson Crater/Security Corridor

- Astral Babylon/Mobius Strip

- 80´s Boulevard/90´s Boulevard

## Extreme Gear
Existen 6 tipos de "Gears", las cuales son:
- Tabla de Velocidad (Deslizándose en raíles delgados, naturalmente usada por personajes de Velocidad)

- Máquina Aérea (Cabalgando en el aire, naturalmente usada por personajes de Vuelo)

- Poder de Moto (Motocicleta destructora, naturalmente usada por personajes de Poder)

- Velocidad de Patines (Patines o Zapatillas, usadas por personajes de Velocidad)

- Poder de Rueda (Rueda, usada por personajes de Poder)

- Yate Aéreo (Yate, usado por personajes de Vuelo)

## Audio

### Soundtrack
Existe el soundtrack oficial, el cual contiene las siguientes canciones:
1. Un-gravitify
2. Meteor Falls
3. When Robots Attack
4. Through Traffic
5. Spiral Madness
6. Mystery of the Meteorite
7. Gadget Round
8. Aquatic Time
9. The Divine Wings
10. Give Me the Power
11. Sealed Ground
12. Full Speed Ahead
13. Dive Into Gravity
14. Babylon Garden
15. The Lightless Black
16. Stop the Black Hole
17. The Core
18. After the Storm
19. Wish and Hope
20. High Flying Groove
21. Catch Me If You Can
22. Blast Town
23. Multi Attack
24. Un-gravitify (Electro Extended Mix)

## Recepción
Sonic Riders: Zero Gravity recibió críticas mixtas de los críticos. Ha sido elogiado por sus gráficos mejorados, diseños de niveles más largos, música y conceptos de jugabilidad más fáciles, pero también ha sido criticado por sus controles flojos, falta de juego en línea, historia y la eliminación de ciertos elementos de jugabilidad de su predecesor. Los sitios de reseñas GameRankings y Metacritic asignaron a la versión de PlayStation 2 puntajes de 59.31% y 56/100 y a la versión de Wii, puntajes de 57.04% y 56/100. GameSpot dio a la versión de PS2 un 5.0/10 y a la versión de Wii un 4.5/10. IGN calificó a las versiones de PS2 y Wii con un  5.8/10. La Official Nintendo Magazine dio al videojuego una puntuación del 72%, elogiando su sólida acción multijugador y la cantidad de características de bonificación, pero lo criticó por sus controles. GameTrailers elogió el videojuego por sus gráficos, pero fustigó los esquemas de control, especialmente el hecho de que la versión de Wii era compatible con el controlador de GameCube pero no con el controlador clásico, por lo que si se jugaba en una Wii U o en un modelo Wii posterior que carecía de los puertos de Gamecube, el jugador solo podría usar los controles de movimiento, y concluyó diciendo que todas las opciones eran confusas y que el videojuego era "casi injugable".